# 코코 존스
코코 존스(Coco Jones, 1998년 1월 4일 ~ )는 미국의 가수, 래퍼, 작곡가, 배우이다.

## 음반 목록

### EP
- Coco Jones (2010)
- Made Of (2013)
- Let Me Check It (2017)
- H.D.W.Y. (2019)
- What I Didn't Tell You (2022)